# Liściec dwuoki
Liściec dwuoki (Phyllium bioculatum) – gatunek roślinożernego owada z rzędu straszyków. Podobnie jak inni przedstawiciele rodziny liśćcowatych (Phylidae) przypomina liść (mimezja). Liściec dwuoki występuje w naturze na Jawie, w Malezji i na Sri Lance.
Organizm dorosłego owada jest bardzo podobny do liścia – na ciele znajdują się zgrubienia imitujące żyłki, a odwłok jest mocno spłaszczony. Odnóża przypominają kształtem przycięte kawałki liści za sprawą płaskich wyrostków. Owady są najczęściej zielone, rzadziej spotykane są osobniki inaczej ubarwione (pomarańczowe, żółte).
Samice osiągają 8–9 cm, mają ok. 5 mm długości czułki. Skrzydła nieprzezroczyste, przypominają liść. Przednie skrzydła nie pokrywają całego odwłoku, tylne są uwstecznione. Samce dorastają do 7 cm, mają ciało węższe niż samice, czułki mierzą ponad 5 cm. Skrzydła przezroczyste, przednia para skrócona, tylna sięga odwłoka. W połowie odwłoka znajdują się dwie, symetrycznie rozmieszczone plamki.
Liściec dwuoki prowadzi nocny tryb życia, w dzień nieruchomieje przechodząc w stan katalepsji. Ponieważ samce tego gatunku występują bardzo rzadko, samice najczęściej składają niezapłodnione jaja, z których wylęga się następne pokolenie młodych samic (partenogeneza).